# Shushicë (okręg Wlora)
Shushicë, Shushica – miejscowość w południowo-zachodniej części Albanii, w okręgu Wlora, w obwodzie o tej samej nazwie. Burmistrzem miasta jest Luli Petanaj.